# Adma
Adma is een Duits historisch merk van motorfietsen.
Adma was een kleine fabriek in Maagdenburg die tussen 1924 en 1926 169cc-tweetakt-motorfietsen produceerde.
Adma begon haar productie in een periode dat in Duitsland honderden kleine fabriekjes motorfietsen gingen maken. Daarmee speelden ze in op de behoefte aan licht, goedkoop vervoer die na de Eerste Wereldoorlog was ontstaan. Door het grote aantal merken waren ze gedwongen klanten te vinden in de eigen regio, want een groot dealernetwerk kon niet worden opgebouwd. Veel van deze merken kochten inbouwmotoren van andere merken in, maar Adma koos voor de veel duurdere optie om een eigen motorblok te ontwikkelen. Net als de meeste van deze kleine fabrikanten moest men de productie al heel snel weer beëindigen.